# Barrio Los Jarilleros
Barrio Los Jarilleros es una localidad argentina ubicada en el Departamento Lavalle, provincia de Mendoza. Se encuentra sobre la Ruta Provincial 34, entre la Ruta Nacional 40 y Villa Tulumaya
En 2010 se inauguró un playón deportivo.